# Eugene Ormandy

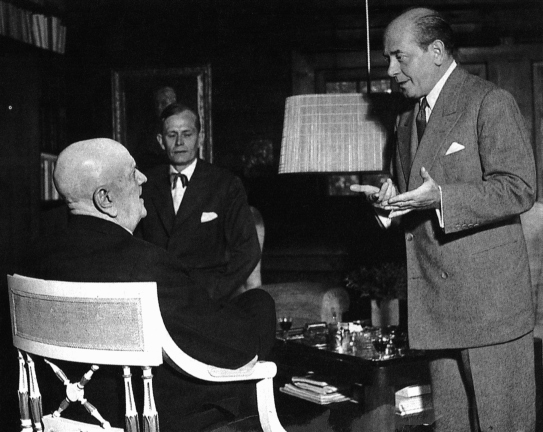
Von links: Jean Sibelius, Nils-Eric Ringbom und Eugene Ormandy (1951)

Eugene Ormandy (* 18. November 1899 als Jenő Blau in Budapest, Österreich-Ungarn; † 12. März 1985 in Philadelphia, Pennsylvania, USA) war ein US-amerikanischer Dirigent und Geiger ungarischer Herkunft.

## Leben
Mit dreieinhalb Jahren erhielt Jenő Blau den ersten Geigenunterricht durch seinen Vater, einen musikbegeisterten Zahnarzt. 1905 wurde er als bis dahin jüngster Student an der Königlich-Ungarischen Musikakademie in Budapest zugelassen. Ab 1909 Schüler von Jenő Hubay, legte er im Frühjahr 1915 die Examen in den Fächern Kammermusik und Violine ab. Ab 1917 unternahm er erste Tourneen in Ungarn und Deutschland, u. a. als Konzertmeister des Berliner Blüthner-Orchesters, und er wurde 1918 kurzzeitig Dozent an seiner alten Hochschule. Von 1917 bis 1920 absolvierte er zusätzlich ein Philosophiestudium.
Nach der Niederschlagung der Ungarischen Räterepublik emigrierte er 1921 – motiviert durch Versprechungen eines unseriösen Impresarios – in die USA.
In Budapest trat er bis etwa 1918 als Eugen Blau auf, bei seinen sehr erfolgreichen Konzerten in Wien 1920 und 1921 nannte er sich Jenő B. Ormándy und in den USA dann Eugen (später Eugene) Ormandy. „Eugen/Eugene“ sind die deutschen bzw. englischen Entsprechungen seines ungarischen Vornamens, doch die Herkunft seines Nachnamens konnte nie entschlüsselt werden, zumal Ormandy selbst sich nicht dazu geäußert hat.
In New York traf Ormandy auf seinen Landsmann Ernö Rapée, der ihn zunächst als Geiger für das Capitol Theatre Orchestra verpflichtete, ein Orchester, das Stummfilme musikalisch begleitete. In kurzer Zeit avancierte Ormandy dort zum Konzertmeister und wurde schließlich 1926 Dirigent des Orchesters. Im Herbst 1931 sprang Ormandy für Arturo Toscanini ein, der Gastdirigate beim Philadelphia Orchestra krankheitshalber absagen musste. Daraufhin übertrug man ihm 1931 die Leitung des Minneapolis Symphony Orchestra, ein Amt, das er bis 1936 innehatte. Berühmt wurden seine Einspielungen von Anton Bruckners 7. Sinfonie und von Gustav Mahlers 2. Sinfonie. Seine Karriere wurde vor allem durch Arthur Judson gefördert, der damals in der amerikanischen Musikszene eine große Rolle spielte. Von 1936 an war Ormandy dann zunächst Assistent sowie Ko-Dirigent von Leopold Stokowski beim Philadelphia Orchestra und erhielt zwei Jahre später das Chefdirigat. Unter seiner Leitung erwarb sich das Philadelphia Orchestra einen ausgezeichneten Ruf. Ormandy und das Orchester wurden zu einem der meistaufgenommenen Ensembles der Tonträgergeschichte, man unternahm Tourneen nach Großbritannien (1949), Finnland (1955), Lateinamerika (1966), Japan (1967) und China (1973). Sein Interpretationsstil ging als „Philadelphia Sound“ in die Geschichte ein. Er leitete das Philadelphia Orchestra bis 1980. 1977 wurde er in die American Philosophical Society aufgenommen.
Ormandy sind unter anderem die Uraufführungen des Violinkonzertes von Samuel Barber, des 3. Klavierkonzerts von Béla Bartók, der 5. Sinfonie von Howard Hanson, der 4. Sinfonie von Bohuslav Martinů und der Sinfonischen Tänze von Sergei Rachmaninow zu verdanken.
Ormandy bekam im Laufe seiner Karriere fünf Grammys und ist auf dem Hollywood Walk of Fame verewigt. Seine Grabstätte befindet sich auf dem Old Pine Street Presbyterian Church Cemetery in Philadelphia.
Ab 1927 war Ormandy amerikanischer Staatsbürger.
1922 heiratete er in New York Stephanie Goldner (* 1896 Wien; † 1962 San Francisco), eine Harfenistin und Kollegin aus dem Capitol Theatre Orchestra. Nach der Scheidung 1947 ehelichte er 1950 die Pilotin Margaret Frances Hitsch (* 1909 Wien; † 1998 Philadelphia).

## Diskografie (Auswahl)
- 1959: Handel’s Messiah (US: Gold)
- 1962: Glorious Sound of Christmas (US: Gold)